# Paravilla nigrofemorata
Paravilla nigrofemorata är en tvåvingeart som beskrevs av Hall 1981. Paravilla nigrofemorata ingår i släktet Paravilla och familjen svävflugor. Inga underarter finns listade i Catalogue of Life.